# عبد الله بن مسكان
عبد الله بن مُسكان هو أبو محمد عبد الله الكوفي، الفقيه، المحدث، أحد رواة الشيعة الإثنا عشرية الإمامية روى عن جعفر الصادق وموسى الكاظم إمامي الطائفة الشيعية، ذُكر إسمه في عدد كبير من أسانيد روايات أهل البيت المروية في الكتب الحديثية بعنوان (عبد الله بن مسكان)، وفي موارد أخرى بعنوان (ابن مُسكان)، وهو من أصحاب الإجماع.

## ولادته ووفاته
عبد اللّه بن مُسكان العنزي من عَنَزَةَ بن أَسَدٍ بن رَبِيعة بن نِزَار بن معد بن عدنان بالولاء، ولد في الكوفة ولم تذكر المصادر سنة ميلاده ولا وفاته لكنه توفي في أيام الإمام موسى الكاظم أي قبل عام 183 هجري.

## آثاره
- كتاب في الإمامة[5]
- كتاب في الحلال والحرام[6]

## مكانته العلمية
وقع ابن مسكان في إسناد كثير من الروايات عن أئمة الشيعة، تبلغ ألفاً ومائتين وثلاثة وخمسين مورداً، وقد عُدّ من الفقهاء الأعلام المأخوذ عنهم الحلال والحرام والفتيا والأحكام، وهو ممّن أجمعت الشيعة على تصديقهم، وأقرّوا لهم بالفقه فهو من أصحاب الإجماع الذين قال عنهم الكشي: أجمعت الفرقة على تصحيح ما يصح من هؤلاء وتصديقهم لما يقولون، ويقصد ستة نفر: جميل بن درّاج، وعبد اللَّه بن مُسكان، وعبد اللَّه بن بُكير، وحمّاد بن عيسى، وحماد بن عثمان، وأبان بن عثمان.

## أقوال العلماء فيه
- قال أحمد بن علي النجاشي: عبد الله بن مسكان أبو محمد مولى عنزة، ثقة، عين، روى عن أبي ألحسن موسى ألكاظم[8]
- عده الشيخ الطوسي في رجاله من أصحاب الصادق
- عده البرقي أيضا من أصحاب الصادق[4]
- عده الشيخ المفيد في رسالته العددية من الفقهاء الأعلام، والرؤساء المأخوذ منهم الحلال والحرام والفتيا والأحكام، الذين لا يطعن عليهم ولا طريق لذم واحد منهم[9]
- قال أبو النضر محمد بن مسعود أن ابن مسكان كان لا يدخل على أبي عبد الله جعفر الصادق شفقة أن لا يوفيه حق إجلاله، وكان يسمع من أصحابه ويأبى أن يدخل عليه إجلالا له وإعظاما
- وقال الشبستري عنه: من ثقات محدثي الإمامية وكان فقيها معظما، ومن الفقهاء الأعلام والرؤساء العظام المأخوذ منهم الحلال والحرام والفتيا والأحكام[10]

## مِمّن روى عنهم
1. أبو بصير
2. زرارة بن أعين
3. جابر الجعفي
4. بريد بن معاوية العجلي
5. هشام بن سالم
6. أبان بن تغلب
7. محمد بن مسلم
8. ابن أبي يعفور
9. محمد بن علي الحلبي
10. سليمان بن خالد الأقطع
11. ضريس بن عبد الملك الشيباني
12. عيسى بن أبي منصور
13. جعفر الصادق
14. موسى الكاظم

## مِمّن رووا عنه
1. صفوان بن يحيى
2. يونس بن عبد الرحمن
3. محمد بن سنان
4. حماد بن عيسى
5. حماد بن عثمان
6. أيوب بن نوح
7. جميل بن دراج
8. الحسن بن علي بن فضال
9. الحسن بن محبوب
10. ابن أبي عمير
11. حسين بن المختار القلانسي[11]

## وصلات خارجية
عبد الله بن مسكان